# Saison 5 de Détective Conan
 (octobre 2024).
Chronologie
Saison 4 de Détective Conan Saison 6 de Détective Conan
La saison 5 de Détective Conan a été diffusée du 3 janvier 2000 au 18 décembre 2000 (épisodes 174 à 218) sur Nippon TV. Elle est composée de 45 épisodes.
Le 31 janvier 2022, les épisodes siglés ND, inédits à la télévision française, sont diffusés pour la toute première fois sur Amazon Prime Vidéo, à l'exception des épisodes 215 à 218, non doublés en VF. Néanmoins, les épisodes 217 et 218, adaptés d'intrigues du manga, sont proposés en VOSTFR par ADN depuis le 26 février 2025, ce qui laisse seulement les épisodes 215 et 216 inédits en France.
Le septième opening (générique de début) (épisodes 168 à 204) intitulé Mysterious Eyes, est interprété par le groupe de J-pop Garnet Crow. Le huitième opening (épisodes 205 à 230) intitulé Koi wa Thrill Shock Suspense, est interprété par la chanteuse de J-pop Rina Aiuchi.
Le huitième ending (générique de fin) (épisodes 153 à 179) intitulé Free Magic, est interprété par le groupe de J-rock WAG. Le neuvième ending (épisodes 180 à 204) intitulé Secret of My Heart, est interprété par la chanteuse de J-pop Mai Kuraki. Le dixième ending (épisodes 205 à 218) intitulé Natsu no maboroshi, est interprété par le groupe de J-pop Garnet Crow.
Note : Les titres français des 214 premiers épisodes, ainsi que du 217 et du 218 sont les titres officiels. Quant aux 215 et au 216, ce sont de simples traductions non officielles des titres japonais en attendant que les licences de ces épisodes soient achetées.
| No | Titre français                                                                            | Titre japonais                            | Titre japonais | Date de 1re diffusion |
| No | Titre français                                                                            | Kanji                                     | Rōmaji | Date de 1re diffusion |
| --- | ----------------------------------------------------------------------------------------- | ----------------------------------------- | --- | --------------------- |
| 174 - SP8 | Meurtres sur le Symphony (épisode spécial de 1 heure 30 - ND) (files : 225-230/tome : 23) | 二十年目の殺意 シンフォニー号連続殺人事件 | Nijyuunen me no satsui – Symphony go renzoku satsujin jiken (L'envie meurtrière de la vingtième année - La symphonie des meurtres en série) | 3 janvier 2000        |
| Il y a 20 ans, un groupe de braqueurs a commis des larcins pour plus de 400 M de Yens. Mais lors de leur ultime vol, une employée de banque a été tuée. Le leader du groupe a voulu se dénoncer, mais ses partenaires l'ont tué pour se protéger. Conan résout une énigme dans un journal. Le prix est un voyage en croisière. 10 invités seulement sont autorisés à monter. À bord du bateau, plusieurs meurtres se produisent. Il semblerait également que ces meurtres soient liés à l'affaire des braqueurs, qui a eu lieu 20 ans auparavant. |                                                                                           |                                           | |                       |
| 175 | L'homme qu'on a tué quatre fois                                                           | ４回殺された男                            | Yon kai korosareta otoko (L'homme tué quatre fois)                                                                                          | 10 janvier 2000       |
| Un acteur a été tué. La police a cependant du mal à démêler le vrai du faux, lorsque 3 personnes, chacune à son tour, admettent avoir commis le meurtre de la même façon. |                                                                                           |                                           | |                       |
| 176 | Les Hommes en noir – 1re partie (ND) (files : 238-242/tome : 24)                          | 黒の組織との再会(灰原編)                  | Kuro no soshiki to no saikai - Haibarahen (La rencontre avec les hommes en noir - Haibara)                                                  | 17 janvier 2000       |
| Haibara, après avoir remarqué la Porsche noire de Gin garée dans la rue, entre avec Conan dans le véhicule pour y déposer un micro-transmetteur. En écoutant la conversation, ils découvrent que l'Organisation secrète se prépare à commettre un autre meurtre. Conan et Haibara les suivent, mais Gin se rend compte qu'il y a un micro dans la voiture et prévient ses complices. Gin et Vodka arrivent à destination. Là, une réception a lieu. Durant l'exposition d'une diapositive, un lustre tombe sur un des invités qui est mort écrasé. |                                                                                           |                                           | |                       |
| 177 | Les Hommes en noir – 2e partie (ND) (files : 238-242/tome : 24)                           | 黒の組織との再会(コナン編)                | Kuro no soshiki to no saikai - Konanhen (La rencontre avec les hommes en noir - Conan)                                                      | 24 janvier 2000       |
| L'inspecteur Megure a été prévenu d'un possible meurtre par Conan, en utilisant la voix de Shinichi. Au milieu de la foule, Haibara est enlevée, certainement par Pisco, le complice de Gin et Vodka. Enfermée dans une cave à vin, elle tente de trouver un moyen de s'enfuir. Mais Vodka et Gin arrivent à l'hôtel. |                                                                                           |                                           | |                       |
| 178 | Les Hommes en noir – 3e partie (ND) (files : 238-242/tome : 24)                           | 黒の組織との再会 (解決編)                 | Kuro no soshiki to no saikai - Kaiketsuhen (La rencontre avec les hommes en noir - Résolution)                                              | 31 janvier 2000       |
| Haibara consomme de l'alcool chinois Paikaru suivant les instructions de Conan. Cela lui permet de reprendre temporairement sa forme adulte et de s'échapper par la cheminée. Mais Gin la rattrape et tente de lui extorquer des informations en lui tirant dessus. Sauvée in extremis par l'intervention de Conan et du professeur Agasa, les trois s'échappent en voiture. Gin et Vodka éliminent Pisco, car il a été pris en photo par un journaliste, sans s'en être aperçu. Il s'avère également qu'une femme donne directement des ordres à l'Organisation. Elle serait actrice et vivrait aux USA.                                                                      |                                                                                           |                                           | |                       |
| 179 | Le Camion fou                                                                             | 喫茶店トラック乱入事件                    | Kissaten track rannyuu jiken (L'affaire de l'intrusion dans un camion au salon de thé)                                                      | 7 février 2000        |
| Les Détectives Juniors se rendent dans un salon de thé, en attendant l'arrivée du professeur Agasa. À l'intérieur, deux hommes conversent de manière agitée. Lorsque l'un des deux s'absente pour aller aux WC, un camion fou percute le bâtiment et tue le second homme, assis près de la fenêtre. |                                                                                           |                                           | |                       |
| 180 | La Chanson maléfique – 1re partie (ND)                                                    | 赤い殺意の夜想曲 (前編)                   | Akai satsui no yasoukyoku - Zenpen (Le Nocturne de l'envie meurtrière rouge - 1re partie)                                                   | 14 février 2000       |
| 181 | La Chanson maléfique – 2e partie (ND)                                                     | 赤い殺意の夜想曲 (後編)                   | Akai satsui no yasoukyoku - Kōhen (Le Nocturne de l'envie meurtrière rouge - 2e partie)                                                     | 21 février 2000       |
| Un producteur de musique demande de l'aide à Kogorō, car sa femme reçoit depuis quelque temps des lettres de menaces. Dans son manoir, il reçoit la visite d'un musicien européen. Celui-ci semble avoir connu l'épouse du producteur, il y a presque dix ans. Une vive dispute éclate entre le musicien et le producteur. Lorsque tous les invités montent pour savoir ce qu'il se passe, le musicien est retrouvé mort d'une épée plantée dans le dos. |                                                                                           |                                           | |                       |
| 182 | À la recherche des neuf portes                                                            | 大捜索９つのドア                          | Daisousaku kokonotsu no doa (La grande investigation des 9 portes)                                                                          | 28 février 2000       |
| En rentrant de l'école, les Détectives Juniors tombent sur une alliance mêlée d'un crochet, avec un autre crochet à proximité. S'agissant probablement d'un 'SOS', ils décident d'entamer une enquête qui les mène dans une résidence avec de nombreux appartements. |                                                                                           |                                           | |                       |
| 183 | Recette dangereuse (ND)                                                                   | 危険なレシピ                              | Kiken na recipe (Une recette dangereuse) | 6 mars 2000           |
| Au centre commercial, les Détectives Junior prennent des reçus et lisent la liste des articles achetés. Un des ingrédients d'un client intrigue Conan, car il pourrait être toxique. Les jeunes amis commencent alors leur enquête pour savoir qui est ce mystérieux client. |                                                                                           |                                           | |                       |
| 184 - SP9 | La Malédiction des masques (épisode spécial de 45 minutes - ND)                           | 呪いの仮面は冷たく笑う                    | Noroi no kamen wa tsumetaku warau (Le masque maudit qui rit froidement)                                                                     | 13 mars 2000          |
| Kogorō est invité à une œuvre de charité, qui lève des fonds pour les familles ayant subi un décès à la suite d'un accident de la route. Sur le chemin, il tombe sur une lettre de menace. Sur place, tous les invités admettent avoir reçu eux aussi ces mêmes lettres. Le lieu de la réception est un ancien manoir, dans lequel se trouvent d'innombrables masques. La propriétaire de la demeure demande à Kogorō d'enquêter sur la mort de la femme d'un des invités, mais le soir même, un coup de fil réveille Kogorō et Conan. Une voix trafiquée les avertit d'un meurtre. Ils découvriront le corps de la propriétaire avec de nombreux masques placés dans son lit. |                                                                                           |                                           | |                       |
| 185 | Meurtre d’un célèbre détective – 1re partie                                               | 殺された名探偵 (前編)                     | Korosareta meitantei - Zenpen (Un excellent détective assassiné - 1re partie)                                                               | 10 avril 2000         |
| 186 | Meurtre d’un célèbre détective – 2e partie                                                | 殺された名探偵 (後編)                     | Korosareta meitantei - Kōhen (Un excellent détective assassiné - 2e partie)                                                                 | 17 avril 2000         |
| Dans un chalet éloigné de la ville, Kogorō fait la rencontre d'un acteur jouant un détective à la télé. Il est accompagné de diverses personnes travaillant avec lui. Après une soirée arrosée, l'acteur remonte dans sa chambre pour se reposer. Il appelle peu après Kogorō sur son portable, et l'invite à le rejoindre pour continuer à parler de son travail. La conversation est coupée. Ensuite, un coup de feu retentit. L'on remarque un trou dans la fenêtre de l'acteur, qui git sur le sol, une balle dans la tête. |                                                                                           |                                           | |                       |
| 187 | Coup de feu dans la nuit (ND)                                                             | 闇に響く謎の銃声                          | Yami ni hibiku nazo no juusei (Le tir mystérieux dans l'obscurité)                                                                          | 24 avril 2000         |
| Engagé pour protéger une riche femme d'un âge avancé, Kogorō se rend au domicile de celle-ci. Un coup de feu résonne dans la chambre de la dame, mais la porte est fermée à clef. Au sol, la dame a une blessure par balle au niveau du front. Le fils, la fille ainée et la domestique de l'héritière sont soupçonnés, les 3 ayant des dettes. |                                                                                           |                                           | |                       |
| 188 | Retour dangereux… – Descente aux enfers (ND) (files : 251-260/tomes : 25-26)              | 命がけの復活 洞窟の探偵団                 | Inochi gake no fukkatsu - Doukutsu no tanteidan (La résurrection du désespoir… - La caverne du détective)                                   | 1er mai 2000          |
| Le professeur conduit les Détectives Junior en forêt, pour y faire du camping. Ils tombent sur une caverne et y pénètrent en pensant y trouver un trésor. Hélas, ils tombent sur des criminels transportant un cadavre. Conan est touché par balle en tentant de fuir. |                                                                                           |                                           | |                       |
| 189 | Retour dangereux… – Le piège se referme (ND) (files : 251-260/tomes : 25-26)              | 命がけの復活 負傷した名探偵               | Inochi gake no fukkatsu - Fushou shita mei tantei (La résurrection du désespoir… - La blessure du célèbre détective)                        | 8 mai 2000            |
| La police ayant été prévenue par Haibara et Agasa, les criminels ont pu être appréhendés. Ran se propose de donner du sang à Conan. Il semble qu'elle connaisse déjà son groupe sanguin. Conan se demande alors si son identité a été compromise. |                                                                                           |                                           | |                       |
| 190 | Retour dangereux… – Le Troisième Choix (ND) (files : 251-260/tomes : 25-26)               | 命がけの復活 第三の選択                   | Inochi gake no fukkatsu - Dai san no sentaku (La résurrection du désespoir… - Le troisième choix)                                           | 15 mai 2000           |
| Ran et Sonoko se préparent pour la pièce de théâtre. Conan est présent. Heiji s'est poudré le visage et déguisé pour faire croire à Ran que Shinichi et Conan sont deux personnes distinctes. Hélas, Kazuha le démasque. Un homme s'effondre parmi les spectateurs. Il a été empoisonné par une boisson. |                                                                                           |                                           | |                       |
| 191 | Retour dangereux… – Le Chevalier noir (ND) (files : 251-260/tomes : 25-26)                | 命がけの復活 黒衣の騎士                   | Inochi gake no fukkatsu - Kokui no kishi (La résurrection du désespoir… - Le chevalier noir)                                                | 22 mai 2000           |
| Le meurtre a été résolu par Shinichi. Il a pris un prototype d'antidote créé par Haibara, qui elle, s'est déguisée en Conan pour lui permettre de cacher son identité. |                                                                                           |                                           | |                       |
| 192 | Retour dangereux… – Le Retour de Shinichi (ND) (files : 251-260/tomes : 25-26)            | 命がけの復活 帰ってきた新一…              | Inochi gake no fukkatsu - Kaette kita Shinichi… (La résurrection du désespoir… - Shinichi est revenu …)                                     | 29 mai 2000           |
| Haibara est mécontente du choix de Shinichi. Elle trouve qu'il s'expose trop en apparaissant en public. Elle continue de jouer le rôle de Conan pour le moment. Ran et Shinichi vont au restaurant, lorsqu'un meurtre par balle est commis. Un grand patron est tué par balle dans l'ascenseur. |                                                                                           |                                           | |                       |
| 193 | Retour dangereux… – Sur le lieu des serments (ND) (files : 251-260/tomes : 25-26)         | 命がけの復活 約束の場所                   | Inochi gake no fukkatsu - Yakusoku no basho (La résurrection du désespoir… - La place promise)                                              | 5 juin 2000           |
| Après avoir résolu le meurtre, Shinichi subit les effets du prototype de l'antidote. Il se retrouve à nouveau dans le corps de Conan. Haibara l'aide à reprendre son apparence. Ran se demande ce que Shinichi voulait lui dire au restaurant. |                                                                                           |                                           | |                       |
| 194 | La Boîte à musique – 1re partie (ND) (files : 261-263/tome : 26)                          | 意味深なオルゴール (前編)                 | Imishin na orugōru - Zenpen (Une boîte à musique significative - 1re partie)                                                                | 12 juin 2000          |
| 195 | La Boîte à musique – 2e partie (ND) (files : 261-263/tome : 26)                           | 意味深なオルゴール (後編)                 | Imishin na orugōru - Kōhen (Une boîte à musique significative - 2e partie)                                                                  | 19 juin 2000          |
| Haibara explique à Conan qu'elle ne peut lui redonner de l'antidote, car il est trop dangereux à l'état de prototype. À l'agence de Kogorō, une femme explique qu'elle n'a plus de nouvelle d'un ami. Il ne lui reste de lui qu'une boîte à musique. La famille Mōri se rend chez la personne à qui appartenait la boîte. La nuit, le fils aîné se fait assommer peu après que Ran a vu l'ombre d'un vieil homme qui se faufilait dans la maison. |                                                                                           |                                           | |                       |
| 196 | La Première Enquête de Ran                                                                | 見えない凶器 – 蘭の初推理                 | Mienai kyouki - Ran no hatsusuiri (Une arme invisible - Le premier raisonnement de Ran)                                                     | 26 juin 2000          |
| Ran et Sonoko manquent de se faire percuter par une voiture. La dame au volant souffre de vertiges et maux de tête. Après avoir conversé avec elle, Ran soupçonne l'époux d'être à l'origine des malaises de sa femme. Sûrement espère-t-il un accident afin de toucher l'argent de l'assurance. Avec un coup de pouce de Conan, Ran approfondit son enquête. |                                                                                           |                                           | |                       |
| 197 | Mort d’un collectionneur – 1re partie                                                     | スーパーカーの罠 (前編)                   | Super car no wana - Zenpen (Le piège de la supercar - 1re partie)                                                                           | 3 juillet 2000        |
| 198 | Mort d’un collectionneur – 2e partie                                                      | スーパーカーの罠 (後編)                   | Super car no wana - Kōken (Le piège de la supercar - 2e partie)                                                                             | 7 juillet 2000        |
| La famille Kogorō se rend dans un hôtel éloigné, après avoir gagné un séjour gratuit. Le propriétaire des lieux possède une grande collection de voitures. Il a cependant reçu des lettres de menaces concernant l'exposition de ses véhicules. Il s'avère qu'il aurait obtenu certaines voitures, en guise de compensation d'impayés que certains homme d'affaires lui devaient. Le propriétaire est retrouvé mort dans sa voiture le lendemain matin. |                                                                                           |                                           | |                       |
| 199 | Kogorō accusé de meurtre – 1re partie (files : 264-266/tome : 27)                         | 容疑者・毛利 小五郎 (前編)                | Yougisha Mōri Kogorō - Zenpen (Le suspect Kogorō Mōri - 1re partie)                                                                         | 10 juillet 2000       |
| 200 | Kogorō accusé de meurtre – 2e partie (files : 264-266/tome : 27)                          | 容疑者・毛利 小五郎 (後編)                | Yougisha Mōri Kogorō - Kōken (Le suspect Kogorō Mōri - 2e partie)                                                                           | 17 juillet 2000       |
| Kogorō emmène Ran et Conan en week-end afin de se détendre un peu et se prélasser. Sur place, ils y rencontrent Éri. Cette dernière est venue avec des collèges en séminaire. Après une soirée arrosée, Kogorō se retrouve, endormi, dans le lit de Ritsuko, une collègue de sa femme. Quand Éri et ses collègues arrivent dans sa chambre, tout ce qu’ils y constatent, c’est le cadavre de Ritsuko et la présence de Kogorō. Pourtant, celui-ci se déclare innocent. |                                                                                           |                                           | |                       |
| 201 | Le Dixième Passager – 1re partie                                                          | １０人目の乗客 (前編)                     | Jyuunin me no joukyaku - Zenpen (Le Dixième Passager – 1re partie)                                                                          | 31 juillet 2000       |
| 202 | Le Dixième Passager – 2e partie                                                           | １０人目の乗客 (後編)                     | jyuunin me no joukyaku - Kōhen (Le Dixième Passager – 2e partie)                                                                            | 7 août 2000           |
| Kogorō, Ran et Conan se rendent en bus au village de Kageguwa. Ce dernier a la particularité d’être politiquement divisé en deux : les pro et anti-touristes. Le chef de file de ces derniers monte dans le bus et tient tête à Kogorō pour s’asseoir à la place qu’il occupe depuis 40 ans. Quelques instants plus tard, le vieil homme meurt. Cette mort déchire le village. |                                                                                           |                                           | |                       |
| 203 | Les Ailes noires d’Icare – 1re partie (ND)                                                | 黒いイカロスの翼 (前編)                   | Kuroi Icaros no tsubasa - Zenpen (Les Ailes noires d’Icare – 1re partie)                                                                    | 14 août 2000          |
| 204 | Les Ailes noires d’Icare – 2e partie (ND)                                                 | 黒いイカロスの翼 (後編)                   | Kuroi Icaros no tsubasa - Kōhen (Les Ailes noires d’Icare – 2e partie)                                                                      | 21 août 2000          |
| Kogorō, Ran et Conan se rendent en week-end à l’hôtel. L’équipe de l’hôtel, dont les jumelles du manoir des masques maudits (ep. 184), les accueillent chaleureusement. Plus tard, un homme et sa femme arrivent à leur tour. La femme se trouve être une actrice au comportement plus qu’énervant. Le lendemain, alors que Kogorō reste à l’hôtel, tous partent vaquer ailleurs. A la fin de la journée, l’actrice Chizuru est retrouvée pendue dans sa suite. |                                                                                           |                                           | |                       |
| 205 | L'histoire d'amour d'un détective 3 – 1re partie (ND) (files : 267-269/tome : 27)         | 本庁の刑事恋物語 ３ (前編)                | Honchou no keiji koi monogatari 3 - Zenpen (L'histoire d'amour d'un détective 3 - 1re partie)                                               | 28 août 2000          |
| 206 | L'histoire d'amour d'un détective 3 – 2e partie (ND) (files : 267-269/tome : 27)          | 本庁の刑事恋物語 ３ (後編)                | Honchou no keiji koi monogatari 3 - Kōhen (L'histoire d'amour d'un détective 3 - 2e partie)                                                 | 4 septembre 2000      |
| Ayumi a aperçu un homme qui pourrait avoir commis un incendie criminel. Les inspecteurs Takagi et Sato sont sur l'affaire. C'est aussi l'anniversaire de la mort du père de Sato, lui-même policier. Alors que Takagi appelle Sato pour lui révéler qui il pense être le coupable, il se fait assommer par derrière. Toutes les patrouilles sont envoyées à sa dernière destination connue. |                                                                                           |                                           | |                       |
| 207 | Élémentaire mon cher Conan                                                                | 見事すぎた名推理                          | Migoto sugita meisuiri (Une déduction trop impressionnante)                                                                                 | 11 septembre 2000     |
| Après un buffet, Kogorō est porté par Ran, car il est trop saoul pour marcher. Ils passent près d'un logement dans lequel deux hommes se disputent violemment. Le lendemain, ils apprennent qu'un des garçons de l'appartement a été poignardé. Son co-locataire avoue qu'ils ont fait semblant de se disputer pour se créer un alibi. Ils voulaient se venger d'un professeur. |                                                                                           |                                           | |                       |
| 208 – SP10 | La Malédiction (épisode spécial de 45 minutes)                                            | 迷宮への入り口･巨大神像の怒り             | Meikyuu e no iriguchi - Kyodai shinzou no ikari (L'entrée du labyrinthe - la colère du colosse)                                             | 9 octobre 2000        |
| Le PDG des agences de voyage Dumouzo invite Kogorō et sa famille pour l’inauguration officielle de son nouveau téléphérique. Grâce à lui, les touristes pourront grimper en haut d’une montagne et admirer un splendide panorama. Toutefois, les infrastructures passent par la matrice de la statue géante de la déesse locale. Celle-ci obtient réparation en ôtant la vie du PDG au cours d’une ascension. |                                                                                           |                                           | |                       |
| 209 | Chute libre en pleine montagne                                                            | 龍神山転落事件                            | Ryuujinyama tenraku jiken (L'affaire de la chute au mont Ryujin)                                                                            | 16 octobre 2000       |
| Le professeur Agasa emmène les détectives juniors en camping en montagne. Au moment d’un arrêt, la troupe assiste à un tragique accident de voiture. Cependant, l’accident ne semble pas la thèse privilégiée. Mitsuhiko découvre un code secret sur un papier. Avec Genta et Ayumi, les trois enfants partent à la recherche d’un trésor pour le moins dangereux. |                                                                                           |                                           | |                       |
| 210 | Le Palais aquatique aux cinq couleurs – 1re partie (ND)                                   | 五彩伝説の水御殿 (前編)                   | Go sai densetsu no mizu goten - Zenpen (Le palais d'eau légendaire des cinq couleurs - 1re partie)                                          | 23 octobre 2000       |
| 211 | Le Palais aquatique aux cinq couleurs – 2e partie (ND)                                    | 五彩伝説の水御殿 (後編)                   | Go sai densetsu no mizu goten - Kōhen (Le palais d'eau légendaire des cinq couleurs - 2e partie)                                            | 30 octobre 2000       |
| Il y a un étang qui change de couleurs au cours de la journée. La légende dit que c'est l'esprit d'une épouse assassinée par son mari qui hante les lieux. Après une cérémonie de thé, le Grand Maître est retrouvé pendu dans la maison de l'étang. |                                                                                           |                                           | |                       |
| 212 | La Chasse à l’ours – 1re partie (files : 273-275/tomes : 27-28)                           | きのこと熊と探偵団 (前編)                 | Kinoko to kuma to tanteidan - Zenpen (Champignons, ours et détectives juniors - 1re partie)                                                 | 6 novembre 2000       |
| 213 | La Chasse à l’ours – 2e partie (files : 273-275/tomes : 27-28)                            | きのこと熊と探偵団 (後編)                 | Kinoko to kuma to tanteidan - Kōhen (Champignons, ours et détectives juniors - 2e partie)                                                   | 13 novembre 2000      |
| Les Détectives Junior, accompagnés du Professeur Agasa, sont en forêt pour cueillir des champignons. L'un d'eux s'éloigne du groupe. Ils décident de se séparer pour le retrouver. Mais deux des jeunes amis sont poursuivis par un chasseur qui tente de les éliminer, pensant qu'ils ont été témoins d'un meurtre. Pendant ce temps, un ours légendaire rôde. |                                                                                           |                                           | |                       |
| 214 | Le Mystère de la chambre rétro                                                            | レトロルームの謎事件                      | Retro room no nazo jiken (L'affaire de la mystérieuse pièce rétro)                                                                          | 20 novembre 2000      |
| Une femme a été assassinée dans une chambre d'hôtel de style kitch rétro. Quand ses amies ont ouvert la porte, la télévision payante, actionnée par pièces de monnaie, était encore allumée. |                                                                                           |                                           | |                       |
| 215 | La baie de la revanche – 1re partie (ND)                                                  | ベイ•オブ•リベンジ (前編)                 | Bei obu ribenji - Zenpen (Note : 1er épisode dont le titre français est traduit du japonais.)                                               | 27 novembre 2000      |
| 216 | La baie de la revanche – 2e partie (ND)                                                   | ベイ•オブ•リベンジ (後編)                 | Bei obu ribenji - Kōhen | 4 décembre 2000       |
| La voiture de location de la famille Mōri tombe en panne devant la villa d'un célèbre avocat. En attendant d'être dépannés, les Mōri sont invités à dîner à la villa. Le lendemain, l'avocat est retrouvé mort noyé. Il aurait été drogué par des somnifères. La police fait le rapprochement avec des lettres de menaces, signées d'un certain "TK". |                                                                                           |                                           | |                       |
| 217 | Le Secret enfoui de Megure – 1re partie (files : 284-286/tomes : 28-29)                   | 封印された目暮の秘密 (前編)               | Fuuin sareta Maigret no himitsu - Zenpen | 11 décembre 2000      |
| 218 | Le Secret enfoui de Megure – 2de partie (files : 284-286/tomes : 28-29)                   | 封印された目暮の秘密 (後編)               | Fuuin sareta Maigret no himitsu - Kōhen | 18 décembre 2000      |
| 3 jeunes femmes ont été attaquées à coups de batte de baseball dans des lieux publics. Elles avaient toutes un look particulier, le yamanba : bronzage marqué, cheveux décolorés et maquillage blanc. La quatrième victime n'a pas survécu. Le commissaire Megure semble très affecté par cette affaire, car elle lui rappelle une vieille histoire. |                                                                                           |                                           | |                       |